# 道の駅北オホーツクはまとんべつ
道の駅北オホーツクはまとんべつ（みちのえき きたオホーツクはまとんべつ）は、北海道枝幸郡浜頓別町にある国道275号の道の駅である。

## 施設
- 駐車場 96台
- トイレ 27器
- 交流館
  - 幼児スペース
  - 交流広場
  - 多目的ホール
  - イベント広場
  - 特産品販売コーナー
  - カフェコーナー
  - 観光インフォメーション
  - 情報発信コーナー
- バスターミナル

## 営業時間
- 交流館 9:00 - 19:00[2]
- カフェ・ショップ 10:00 - 18:00[2]

## 周辺
- クッチャロ湖